# Tatiana Pavlovna Ehrenfest
Tatiana Pavlovna Ehrenfest (cunoscută mai târziu sub numele: Tatiana van Aardenne-Ehrenfest, n. 28 octombrie 1905 la Viena - d. 29 noiembrie 1984la Dordrecht) a fost o femeie-matematician din Țările de Jos.
A fost fiica lui Paul Ehrenfest (fizician) și a Tatianei Afanasieva (matematician).
A întreprins studii valoroase pe teme ca: teoria grafurilor, șirul De Bruijn, șirul Van der Corput sau ceea ce ulterior va fi numit teorema BEST.
1. ↑  Genealogia matematicienilor